# Pygopleurus cirrius
Pygopleurus cirrius es una especie de coleóptero de la familia Glaphyridae.

## Distribución geográfica
Habita en Irak, Arabia.